# Nevado Ishinca
Il Nevado Ishinca (5.530 m) è una montagna della Cordillera Blanca, in Perù, nel dipartimento di Ancash.

## Aspetto fisico
Il Nevado Ishinca fa parte del massiccio montuoso chiamato Macizo del Chinchey, che occupa la parte centro-meridionale della Cordillera Blanca. È una montagna relativamente bassa rispetto ai due colossi che le stanno a fianco e che superano i 6.000 m, il Ranrapalca e il Palcaraju. La sua fama è dovuta alla relativamente facile
accessibilità della cima.

## Alpinismo
La prima salita documentata è stata effettuata nel 1954 da una nutrita cordata peruviana, salendo la cresta sud-ovest dalla Quebrada Ishinca.

Gli alpinisti odierni usano come punto di partenza l'omonimo Refugio Ishinca (4.765 m) o il Bivacco Longoni (5000 m), gestiti entrambi dall'Operazione Mato Grosso.
Il Nevado Ishinca è usato in genere come montagna di acclimatamento alle alte quote prima di affrontare cime più elevate.